# Кусов, Инал Тегоевич
Инал Тегоевич Кусов (также Инал Тегоевич Инал-Кусов, 1847—1918) — российский военачальник, генерал-лейтенант, герой русско-турецкой войны 1877—1878 годов.

## Биография
Родился 18 мая 1847 года в с. Заманкул. Осетин. Вероисповедания магометанского. Образование получил в школе военных воспитанников Терской области, а затем в Кавказской учебной роте.

### Начало военной карьеры
В службу вступил 1 июля 1861 года в Лейб-гвардии Кавказский эскадрон Собственного Е. И. В. конвоя оруженосцем. 29 декабря 1863 года произведён в прапорщики с переводом в Кабардинский пехотный генерал-фельдмаршала князя Барятинского полк. С 4 декабря 1864 года подпоручик.
9 сентября 1870 года переведён в Нижегородский драгунский полк. 19 марта 1871 года произведён в поручики, а 8 октября 1872 года в штабс-капитаны. 7 октября 1876 года произведён в капитаны и назначен командиром 4-го эскадрона.

### Русско-турецкая война
Войну встретил в должности командира 4-го эскадрона. Особо отличился в сражениях под Бегли-Ахметом в ночь с 17 на 18 мая и Аладжинских высотах 2-3 октября 1877 года. 10 сентября 1877 года был награждён Золотой шашкой с надписью «За храбрость». 7 декабря того же года «награждён чином майора». 12 июня 1878 года был удостоен ордена Св. Георгия Победоносца 4-й ст.

Из описания подвига:
2-го октября майор Кусов с вверенным ему 4-м эскадроном принимал самое деятельное участие в отражении шести турецких таборов, шедших на помощь турецким войскам, атакованным нами на высотах Шатыр-Оглы. На другой день во время сражения на Аладжинских высотах при атаке Визинкёвских укреплений, майор Кусов, приняв со вверенным ему 4-м эскадроном вправо и заскакав во фланг обороняемых турками траншей, первый вскочил в укрепление. При этом майор Кусов был ранен легко штыком в левую кисть руки

### Последующая карьера
С 1882 года командир дивизиона. 6 декабря 1882 года произведён в подполковники. 19 октября 1889 года подполковник Кусов был назначен командиром Дагестанского конно-иррегулярного полка. 6 мая 1890 года произведён в полковники. 28 февраля 1896 года назначен командиром 1-го Лабинского полка Кубанского казачьего войска.
3 ноября 1900 года произведён в генерал-майоры и назначен командиром 1-й бригады 1-й Кавказской казачьей дивизии.
11 января 1906 года назначен командующим, а 6 декабря произведён в генерал-лейтенанты с утверждением в должности начальника 1-й Кавказской казачьей дивизии.
В июле 1908 года уволен от службы, с мундиром и с пенсией полного оклада. Скончался в 1918 году.

## Награды
- Золотое оружие «За храбрость» (1877)
- Орден Св. Георгия 4-й степени (1878)
- Орден Св. Анны 2-й степени (1879)
- Орден Св. Станислава 1-й степени (1903)